# Lensia conoidea
Lensia conoidea is een hydroïdpoliep uit de familie Diphyidae. De poliep komt uit het geslacht Lensia. Lensia conoidea werd in 1860 voor het eerst wetenschappelijk beschreven door Keferstein & Ehlers. 